# شالاسی
شالاسی (به لاتین: Shalasi) یک منطقهٔ مسکونی در روسیه است که در داغستان واقع شده‌است.